# Rivière du Rempart (rzeka)
Rivière du Rempart – rzeka w północno-wschodnim Mauritiusie. Wypływa z jeziora la Nicolière, położonego w środkowo-północnym Mauritiusie. Płynie w kierunku północno-wschodnim do Oceanu Indyjskiego. Uchodzi na północ od miejscowości Poste de Flacq.